# Fitna
Col termine fitna (in arabo فتنة‎?, lett. "prova", "tribolazione", ma anche "scandalo, corruzione", "dissenso, litigio" e perfino "guerra civile"), si indica il primo violento e drammatico scontro civile – teologico ma anche politico – che si sviluppò nel corso del primo Islam, all'epoca dei cosiddetti "Califfi ortodossi" (rāshidūn).
Il primo atto di guerra civile fu in realtà costituito dallo scontro che contrappose il quarto califfo ʿAlī b. Abī Ṭālib e i suoi compagni di fede al-Zubayr b. al-ʿAwwam e Ṭalḥa b. ʿUbayd Allāh, conclusosi con la vittoria del primo della cosiddetta Battaglia del Cammello ma la vera fitna (tuttora irrisolta) fu quella che portò a confliggere successivamente lo stesso ʿAlī con Muʿāwiya b. Abī Sufyān, istitutore nel 661 della dinastia califfale omayyade.

Una seconda fitna si ebbe in occasione della contestata successione a Muʿāwiya del figlio Yazīd b. Muʿāwiya, che portò nel 683 alla battaglia della Seconda Harra e al brutale e scandaloso assedio di Mecca da parte delle truppe omayyadi, tre anni dopo la morte nel 680 di al-Ḥusayn b. ʿAlī, figlio di ʿAlī, concluso dodici anni dopo con la morte nel 692 di ʿAbd Allāh b. al-Zubayr, figlio di al-Zubayr b. al-ʿAwwam.
Una terza fitna fu lo scontro interno alla famiglia omayyade che spianò la strada alla vittoria abbaside.

Una quarta fitna fu la guerra fratricida tra il Califfo abbaside al-Amīn e suo fratello al-Maʾmūn.
Lo scontro definito Prima Fitna, ben oltre il fatto politico (relativamente contingente), portò un paio di secoli più tardi a costituire le basi del Sunnismo e dello Sciismo, che mai più si sono riconciliati.
Nel Corano il concetto di Fitna appare per la prima volta nella Sura VIII, verso 25: «Temete la Fitna, essa non insidierà solo coloro che sono stati ingiusti; Allah è severo nel castigo», ad indicare che la Fitna che segue le azioni dei peccatori, ricade soprattutto sulla sofferenza dei deboli e degli innocenti. I giuristi islamici sono in merito pressoché unanimi circa il fatto che gli assassini del figlio di ʿUthmān b. ʿAffān, terzo califfo, sono anche responsabili della discordia tra i compagni del Profeta e degli altri disordini che seguirono la fitna.

## Lafitnain età contemporanea
Fitna è anche il titolo di un lavoro a stampa di Gilles Kepel, uno dei massimo conoscitori delle dinamiche islamiste. Nel suo libro, l'autore interpreta i fatti che hanno pesantemente coinvolto il mondo islamico nel secondo dopoguerra – dall'irrisolto conflitto israelo-palestinese alla guerra statunitense in Iraq, passando per l'insorgenza drammatica del terrorismo di al-Qāʿida – per cercare di fornire al lettore una chiave interpretativa di fatti solo apparentemente disomogenei, affrontando infine il tema della presenza di masse sempre crescenti di musulmani, specialmente nel continente europeo ma anche in quello americano.
La fitna, in questo caso non è soltanto per lo studioso francese quella che coinvolge al suo interno il mondo islamico (tutt'altro che monolitico e indifferenziato) ma assai più quella che contrappone con una crescente scia di violenza e di oltranzismo intollerante i due sistemi-mondo, occidentale e islamico, con l'Occidente visto dai musulmani come complice dei regimi autoritari e dittatoriali che li angariano quasi dovunque e che sono in grado di sopravvivere solo per il sostegno occidentale, pago di vedersi garantire il rifornimento di materie prime (essenzialmente petrolifere, ma non solo) e il sostegno alla sua politica internazionale.